# Michel Galabru

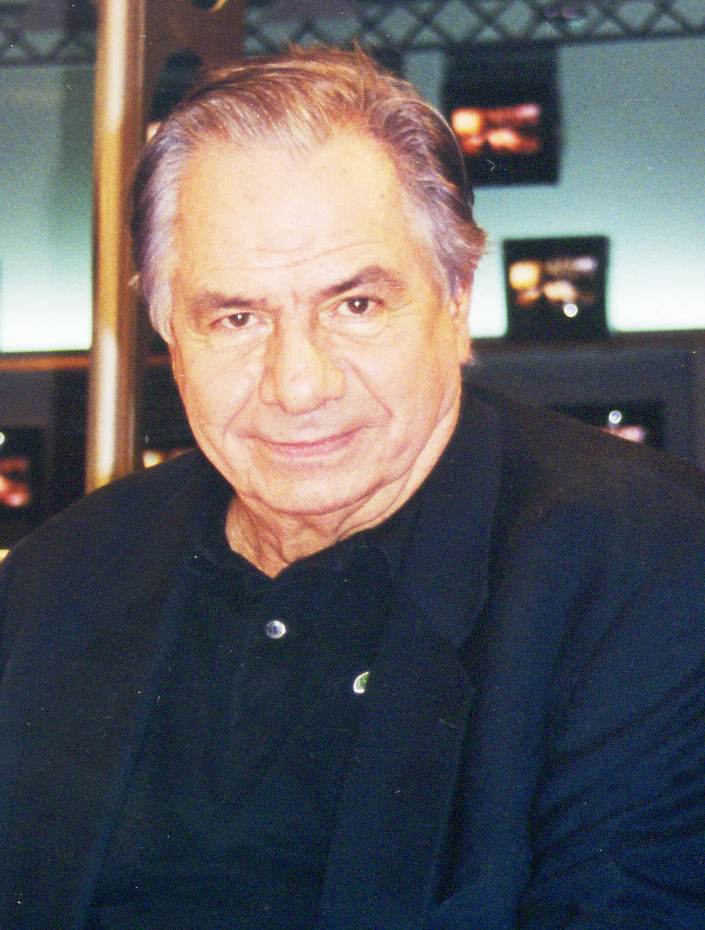
Michel Galabru 1999.

Michel Galabru, född 27 oktober 1922 i Safi, Franska protektoratet Marocko, död 4 januari 2016 i Paris, var en fransk skådespelare. 
Galabru gick scenskola vid Conservatoire d'art dramatique i Paris och var anställd vid Comédie-Française 1950–1957. Han fick ett brett genombrott på 1960-talet med roller i komedifilmer som Knappkriget och Moralens väktare i S.t Tropez, där han spelade mot Louis de Funès. På 1970-talet fick han även ett allt större erkännande för allvarliga roller som i Costa-Gavras' De måste dömas och Bertrand Taverniers Le juge et l'assassin. För den senare fick han Césarpriset för bästa manliga huvudroll 1977.

## Filmografi i urval
- Det vattnas i munnen (1960)
- Älskarinnor (1961)
- Knappkriget (1962)
- Hjälten från Sibirien (1963)
- Moralens väktare i S:t Tropez (1964)
- Den vilda jakten på Cadillacen (1965)
- Moralens väktare i New York (1965)
- Moralens väktare gifter sig (1968)
- I krig och kärlek... (1968)
- Den lille badaren (1968)
- Kalabalik på Rivieran (1970)
- Det stora braket (1973)
- Kalabalik i varuhuset (1973)
- De måste dömas (1975)
- Le juge et l'assassin (1976)
- Grupporträtt med dam (1977)
- Får jag presentera: Min mamma, herr Albin (1978)
- Le Pion (1978)
- Supergendarmen (1979)
- Den girige (1980)
- Mamma Albin som hemlig agent (1980)
- Dumskallarna (1980)
- En veckas semester (1980)
- Never Play Clever Again (1982)
- La Cage aux Folles 3 - bröllopet (1985)
- Subway (1985)
- Je hais les acteurs (1986)
- Kamikaze (1986)
- Franska revolutionen (1989)
- Belle Époque (1992)
- Asterix och Obelix möter Caesar (1999)
- Bienvenue chez les Ch'tis (2008)